# Miribel (Ain)
Miribel es una comuna francesa del departamento de Ain, en la región de Auvernia-Ródano-Alpes. Es la cabecera y mayor población del cantón de su nombre.
Está integrada en la comunidad de comunas de Miribel et du Plateau, la que es la mayor población.

## Geografía
Miribel está en el suroeste del departamento, en el límite con la Metrópoli de Lyon. Pertenece a la aglomeración urbana de Lyon. Dispone de estación de ferrocarril.

## Demografía
| 4 103 | 4 025 | 4 339 | 5 651 | 6 237 | 7 053 | 7 683 | 8 539 | 8 895 | 9 066 | 9 277 |
| Para los censos de 1962 a 1999 la población legal corresponde a la población sin duplicidades (Fuente: INSEE [Consultar]) |       |       |       |       |       |       |       |       |       |       |